# Zarząd Cmentarzy Komunalnych w Krakowie
Zarząd Cmentarzy Komunalnych w Krakowie, ZCK – organ samorządu Krakowa, powołany w celu zarządzania cmentarzami będącymi pod zarządem Gminy Miejskiej Kraków.
ZCK został powołany Uchwałą Nr L/342/92 Rady Miasta Krakowa z dnia 24 kwietnia 1992 r. w sprawie utworzenia zakładu budżetowego pod nazwą Zarząd Cmentarzy Komunalnych w Krakowie.
ZCK realizuje wszystkie zadania wynikające z aktów prawnych dotyczących cmentarzy komunalnych związane z: przygotowaniem i realizacją inwestycji, remontów i eksploatacji terenów cmentarnych, chowaniem zwłok, ekshumacją, utrzymaniem właściwego stanu technicznego, użytkowego i estetycznego obiektów, urządzeń cmentarnych i terenów, prowadzeniem ewidencji pochowań i pobieraniem opłat za korzystanie z cmentarzy i urządzeń cmentarnych.

## Biura Obsługi Klienta cmentarzy/rejonów cmentarnych[3]
- Rejon Rakowice (DR I)

Biuro Obsługi Klienta
ul. Rakowicka 26, 31-510 Kraków
- Rejon Podgórze (DR II)

Biuro Obsługi Klienta
ul. Wapienna 13, 30-544 Kraków
- Cmentarz Prądnik Czerwony (DR III)

Biuro Obsługi Klienta
ul. Powstańców 48, 31-422 Kraków
- Cmentarz Grębałów (DR IV)

Biuro Obsługi Klienta
ul. Darwina 1g, 31-764 Kraków